# Armstrong-Whitworth
Die Sir W.G. Armstrong-Whitworth & Co., Ltd. war ein bedeutendes britisches Unternehmen des frühen 20. Jahrhunderts. Der Konzern mit Sitz in Elswick bei Newcastle upon Tyne produzierte Waffen, Schiffe, Lokomotiven, Automobile und Flugzeuge. 1927 wurde er Teil von Vickers-Armstrongs.

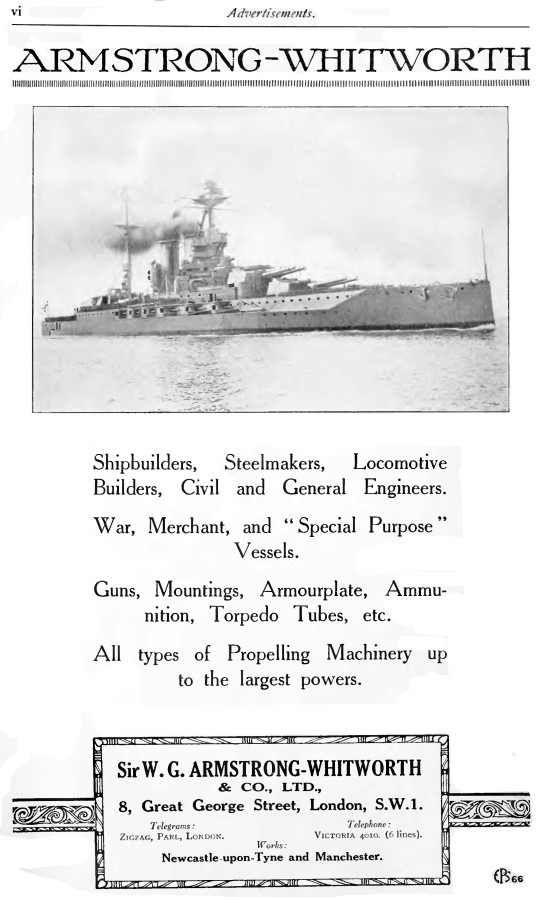
Malaya auf einer Anzeige von Armstrong-Whitworth (1923)

## Geschichte
1847 gründete der Ingenieur William George Armstrong eine Fabrik in Elswick nahe Newcastle und begann mit der Herstellung von hydraulischen Maschinen, Kränen und Brücken. Bald darauf nahm er die Fertigung von Geschützen und Gewehren mit der Elswick Ordnance Company auf.
1882 schloss sich das Unternehmen mit dem Schiffbauer Charles Mitchell zur Armstrong, Mitchell and Company zusammen. Anfangs wurden zivile und militärische Schiffe auf der Mitchell-Werft in Low Walker gebaut, es entstand aber kurz nach dem Zusammenschluss eine neue Werft in Elswick, die vor allem Kriegsschiffe für den Export baute. Der dort entwickelte Geschützte Kreuzer wurde als sogenannter Elswick-Kreuzer an eine Vielzahl kleinerer Marinen geliefert. Auch die daraus entwickelten Panzerkreuzer als eine Art kleines und schnelles Linienschiff wurden Vorbilder für den Bau dieses Schiffstyps weltweit. Dazu bauten vor allem italienische Werften, Armstrong hatte 1885 ein Werk in Pozzuoli bei Neapel eröffnet, die bei Armstrong entwickelten Geschütze in die für die Regia Marina und den Export gebauten Schiffe ein. Chefkonstrukteur bei Armstrong war anfangs William Henry White, dann von 1885 bis 1902 Director of Naval Construction der Royal Navy, dem Philip Watts nachfolgte, der von 1902 bis 1912 ebenfalls Director of Naval Construction der Royal Navy wurde, und 1912 als Direktor für den Kriegsschiffbau zum Unternehmen zurückkehrte.
Durch Verschmelzung mit dem Maschinenbauunternehmen von Joseph Whitworth entstand 1897 die neue Dachfirma Armstrong-Whitworth. Das Unternehmen begann 1902 mit der Herstellung von Automobilen und Lastkraftwagen. Ab 1913 existierte eine Flugzeugbauabteilung, die ab 1920 die Armstrong Whitworth Aircraft bildete.
1927 wurde das Rüstungs- und Maschinenbaugeschäft mit Vickers Limited vereinigt und war damit Teil von Vickers-Armstrongs. Der Flugzeug- und Flugmotorenbau wurde ausgegliedert und kam in den Besitz von John Davenport Siddeley.

## Produkte

### Hydraulische Anlagen
Das Vorgängerunternehmen Sir W.G. Armstrong Mitchell & Company war für den Einbau zahlreicher hydraulischer Einrichtungen verantwortlich, unter anderem für die Londoner Tower Bridge von 1894.

### Kriegsschiffe

#### Für den Export

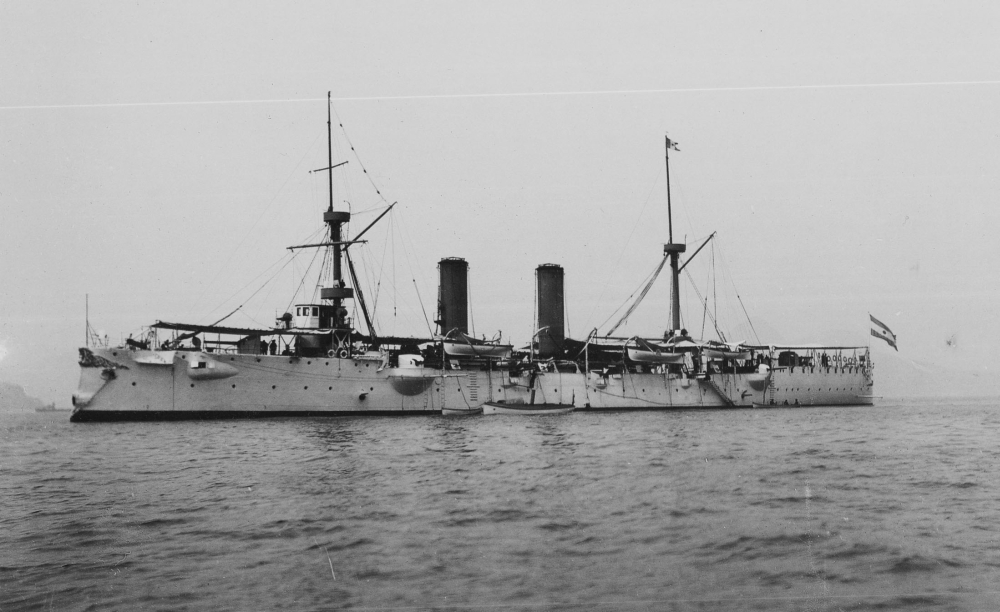
Nueve de Julio

- Veinticinco de Mayo, Argentinische Marine, Geschützter Kreuzer 1891
- Nueve de Julio, Argentinische Marine, Geschützter Kreuzer 1893
- Buenos Aires, Argentinische Marine, Geschützter Kreuzer 1896
- Parana und Rosario, Argentinische Marine, Kanonenboote 1909
- Republica, Brasilianische Marine, Kreuzer 1892
- Almirante Barroso, Brasilianische Marine, Geschützter Kreuzer 1897
- Minas Geraes, Brasilianische Marine, Schlachtschiff 1908
- Bahia, Brasilianische Marine, Spähkreuzer 1910
- Rio Grande do Sul, Brasilianische Marine, Spähkreuzer 1910

- Giovanni Bausan, Kreuzer 1885

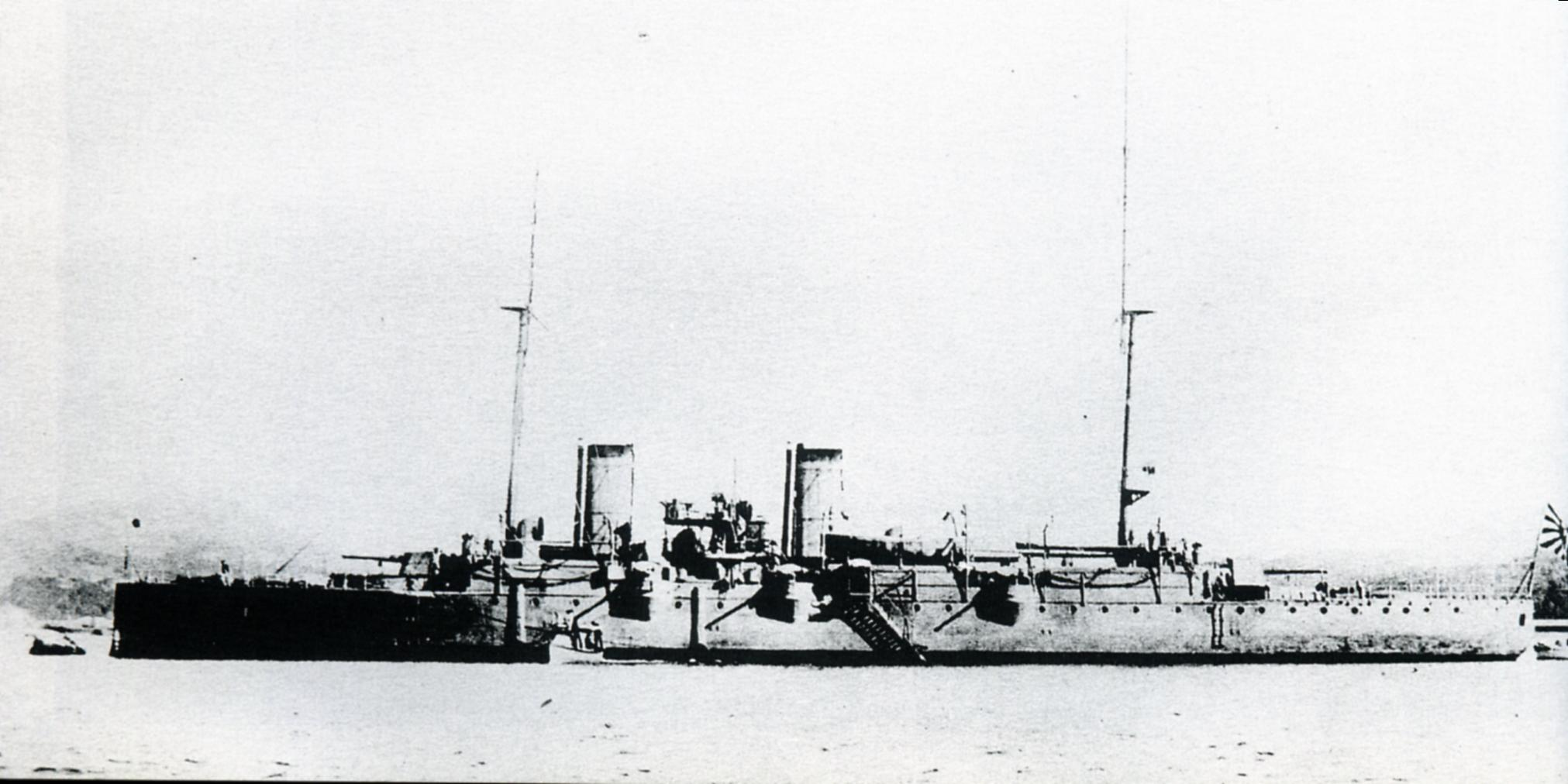
Die Izumi ex Esmeralda 1908 in Sasebo

- Dogali, für Griechenland als Salamis vom Stapel, Italienische Marine, Kreuzer 1887
- Piemonte, Italienische Marine, Kreuzer 1889
- Castore und Polluce, Italienische Marine, Kanonenboote 1891
- Esmeralda, Chilenische Marine, Geschützter Kreuzer 1883 → 1895 Izumi
- Blanco Encalada, Chilenische Marine, Kreuzer, 1894
- Esmeralda, Chilenische Marine, Panzerkreuzer 1897
- Ministro Zenteno, Chilenische Marine, Kreuzer, 1897
- O’Higgins, Chilenische Marine, Panzerkreuzer, 1898
- Chacabuco, Spekulationsbau, Chilenische Marine, Kreuzer, 1902

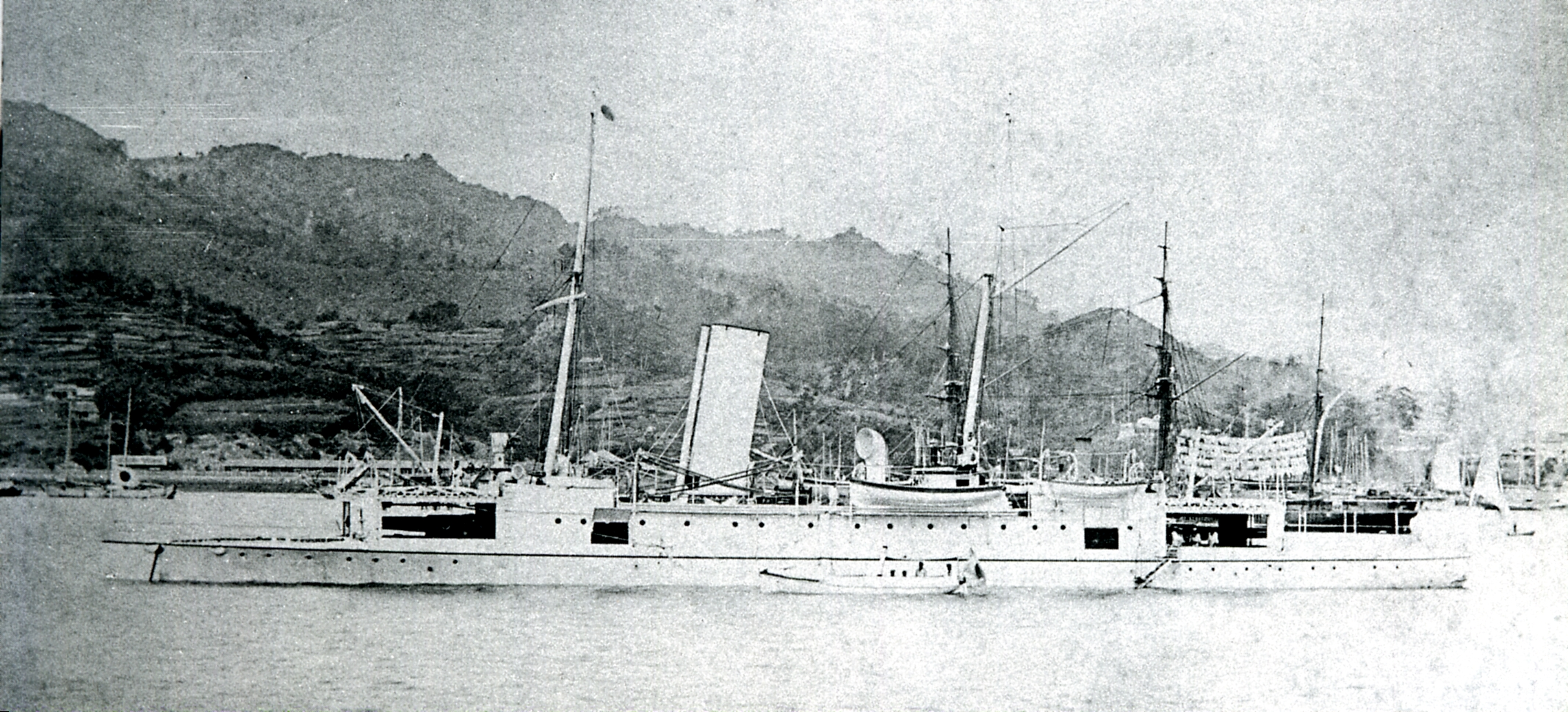
Das Kanonenboot Tsukushi

- Chaoyong und Yangwei, chinesische Flotte (Beiyang Fleet), Geschützte Kreuzer 1881
- Zhiyuan und Jingyuan, chinesische Flotte (Beiyang Fleet), Geschützte Kreuzer 1887
- Hai Chi und Hai Tien, chinesische Flotte, Geschützte Kreuzer 1897–1898
- Chao Ho, chinesische Flotte, Schulkreuzer 1912
- Tsukushi (筑紫), Kaiserlich Japanische Marine, für Chile als Arturo Prat vom Stapel, Kanonenboot 1883
- Naniwa (浪速) und Takachiho (高千), Kaiserlich Japanische Marine, Geschützte Kreuzer 1885

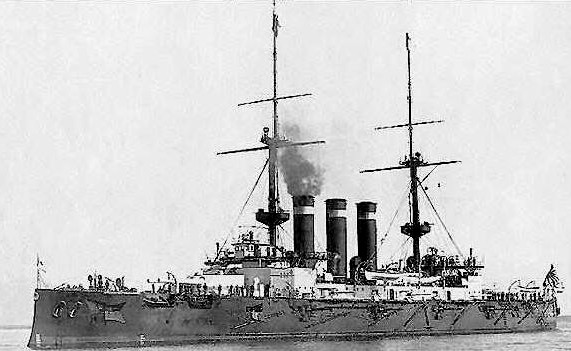
Das Linienschiff Hatsuse

- Yoshino (吉野) Kaiserlich Japanische Marine, Geschützter Kreuzer 1892
- Yashima (八島) Kaiserlich Japanische Marine, Linienschiff 1896
- Takasago (高砂), Kaiserlich Japanische Marine, Geschützter Kreuzer 1897
- Asama (浅間) und Tokiwa (常盤), Kaiserlich Japanische Marine, Panzerkreuzer 1898
- Hatsuse (初瀬), Kaiserlich Japanische Marine, Linienschiff 1899
- Izumo (出雲) und Iwate (岩手), Kaiserlich Japanische Marine, Panzerkreuzer 1900
- Kashima (鹿島), Kaiserlich Japanische Marine, Linienschiff 1905

Küstenpanzerschiff Eidsvold

- Harald Haarfagre und Tordenskjold, Norwegische Marine, Küstenpanzerschiffe 1897
- Norge und Eidsvold, Norwegische Marine, Küstenpanzerschiffe 1900/1901
- Panther und Leopard, österreich-ungarische Kriegsmarine, Torpedokreuzer 1885/1886
- Dom Carlos I., Portugiesische Marine, Geschützter Kreuzer 1899
- Elisabeta, Rumänische Marine, Kreuzer 1888
- Jermak (Ермак), Kaiserlich Russische Marine, 1898
- Angara, Kaiserlich Russische Marine, Eisbrecher 1899
- Tarmo, Finnland, Eisbrecher 1907
- Isla de Luzon und Isla de Cuba, Spanische Marine, Geschützte Kreuzer 1887
- Hamidiye, Osmanische Marine, Geschützter Kreuzer 1904
- New Orleans und Albany, United States Navy, 1896 als Amazonas für Brasilien vom Stapel bzw. Kiellegung als Almirante Abreu, Geschützte Kreuzer 1898 1900

#### Für die Royal Navy
- Rattler und Wasp,  Sloops der Bramble-Klasse der Royal Navy, 1886
- Victoria, Panzerschiff, 1890
- Whiting → Boomerang, Wizard → Karakatta, Assaye, Plassey, Torpedokanonenboote der Sharpshooter-Klasse 1889–1891
- Pandora → Katoomba, Pelorus → Mildura, Persian → Wallaroo,  Geschützte Kreuzer der Pearl-Klasse 1890

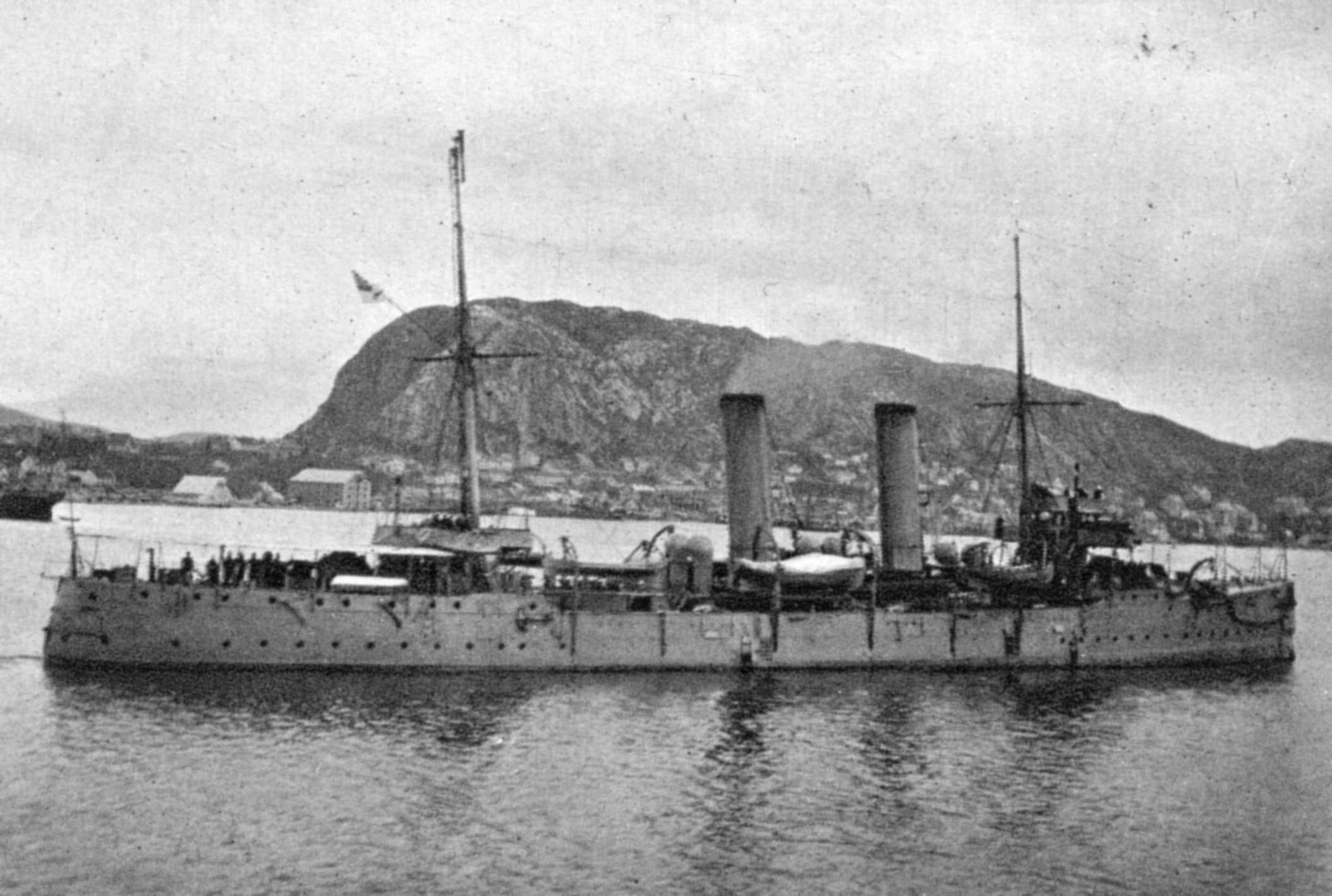
Spartan vor Norwegen, 1891

- Sirius und Spartan, Geschützte Kreuzer der Apollo-Klasse 1892/1893
- Spitfire und Swordfish, Torpedobootszerstörer 1895
- Pactolus, Geschützter Kreuzer der Pelorus-Klasse 1899
- Cobra, Versuchs-Turbinenzerstörer, 1900 an Royal Navy
- Swiftsure, für Chile als Constitución gebaut, 1903 angekauft, Linienschiff 1904
- Lancaster, Panzerkreuzer der Monmouth- oder County-Klasse 1904
- Hampshire, Panzerkreuzer der Devonshire-Klasse 1905
- Amethyst, Geschützter Kreuzer der Topaze-Klasse 1905, erster Turbinenkreuzer weltweit
- Adventure und Attentive, Spähkreuzer 1905

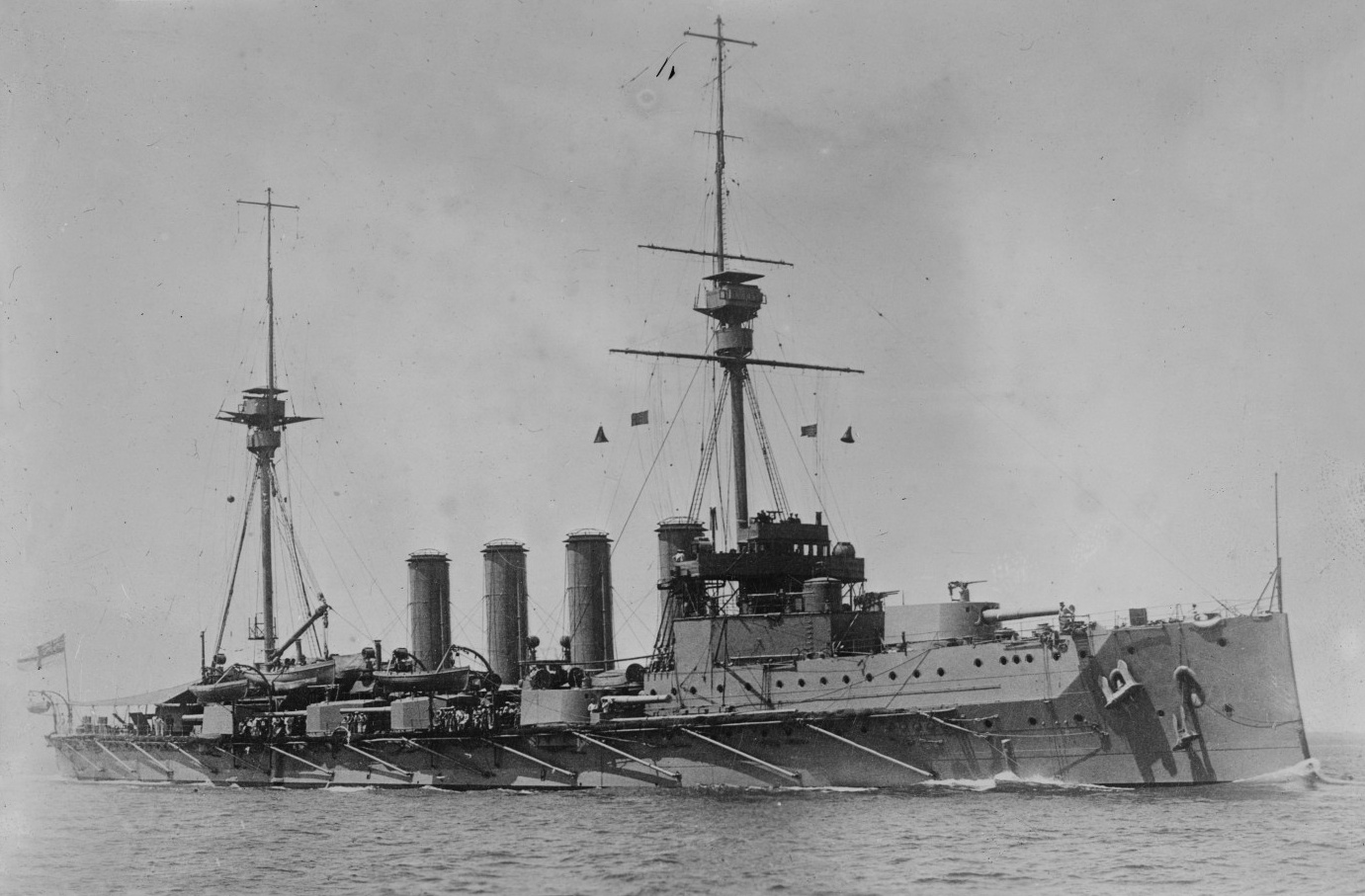
Panzerkreuzer Achilles

- Achilles, Panzerkreuzer der Warrior-Klasse 1907
- Invincible Schlachtkreuzer 1909
- Afridi, Zerstörer der Tribal-Klasse 1907
- Superb Schlachtschiff der Bellerophon-Klasse 1909
- Newcastle, Leichter Kreuzer der ersten Gruppe der Town-Klasse 1910
- Weymouth, Leichter Kreuzer, Typschiff der zweiten Gruppe der Town-Klasse 1911
- Monarch Schlachtschiff der Orion-Klasse 1912
- Birmingham, Leichter Kreuzer, Typschiff der vierten Gruppe der Town-Klasse 1914
- Agincourt, Schlachtschiff für brasilianische, dann osmanische Marine im Juli 1914 von Royal Navy beschlagnahmt
- Canada, Schlachtschiff Almirante Latorre für die chilenische Marine im Juli 1914 von Royal Navy angekauft, 1921 doch noch nach Chile verkauft
- Glatton (Bjørgvin) und Gorgon (Nidaros), Küstenpanzerschiffe für norwegische Marine im Bau, von Royal Navy übernommen

- Malaya, Schlachtschiff 1916

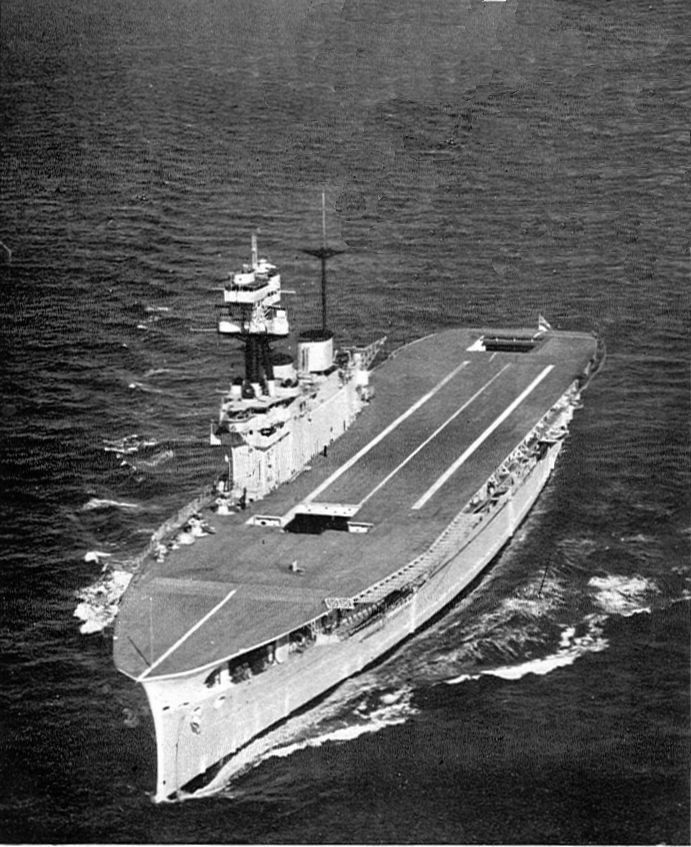
Eagle, 1936

- Courageous, Großer Kreuzer 1917, später Flugzeugträger
- Furious, Großer Kreuzer 1917, später Flugzeugträger
- Danae, Delhi und Dunedin,  Leichte Kreuzer der Danae-Klasse 1918/1919
- Hermes, Flugzeugträger 1923
- Eagle als Schlachtschiff für Chile begonnen, Flugzeugträger 1924
- Emerald, Leichter Kreuzer 1926
- Nelson, Schlachtschiff 1930
- Newcastle, Leichter Kreuzer 1937
- Nigeria, Leichter Kreuzer der Crown-Colony-Klasse 1940
- King George V, Schlachtschiff 1940
- Victorious, Flugzeugträger 1941
- Abercrombie, Monitor 1943
- Uganda, Leichter Kreuzer der Crown-Colony-Klasse 1943
- Swiftsure, Leichter Kreuzer 1943
- Perseus, Flugzeugträger der Colossus-Klasse 1945, als Flugzeug-Reparaturschiff fertiggestellt

### Lokomotiven
1847 baute Armstrong erstmals eine Lokomotive. Zwischen 1861 und 1868 folgten zwanzig 1-B Lokomotiven für die East Indian Railway.

Nach dem Ersten Weltkrieg verwandelte Armstrong Whitworth die Geschützfabrik in Scotswood nahe Elswick in eine Lokomotivenfabrik. Armstrong Whitworth baute hier zahlreiche Dampf- und Diesellokomotiven für Eisenbahngesellschaften und Industriebahnen. Insgesamt wurden 1464 Lokomotiven in Scotswood gebaut, bevor das Werk 1937 wieder mit der Produktion von Waffen begann.

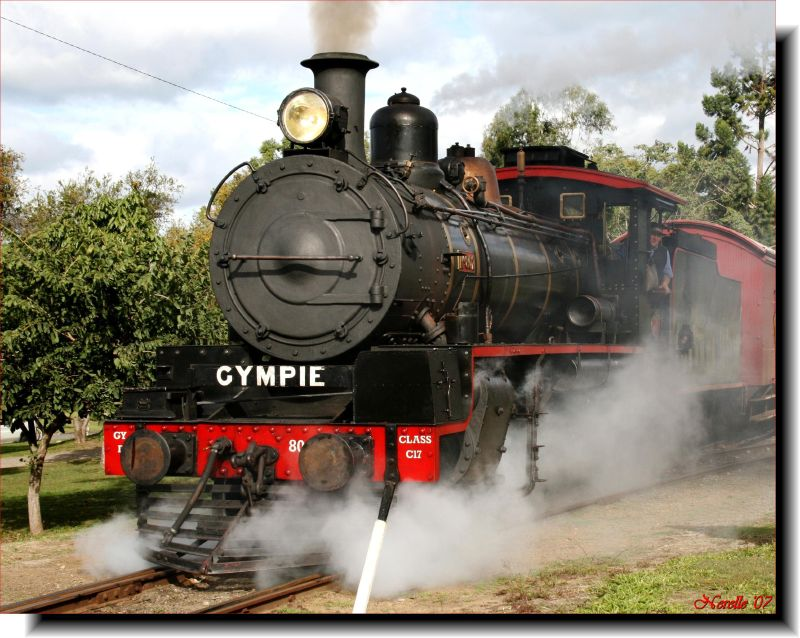
Queensland Railways C17-Lokomotive

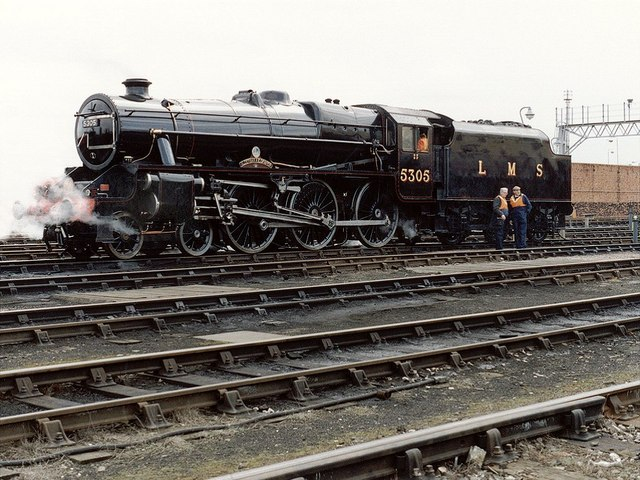
LMS Stanier-Klasse

- 50 D-Lokomotiven der Klasse T2 der North Eastern Railway (NER) 1919–1921
- 200 1D-Lokomotiven des Typ 37 für die Belgische Staatsbahn 1920
- 50 C-Lokomotiven der Klasse 3835 der Midland Railway 1921–1922 und fünf baugleiche Lokomotiven für die Somerset and Dorset Joint Railway (S&DJR)
- 25 C-Tenderlokomotiven der NER-Klasse E1 1922
- sechs 1C2-Tenderlokomotiven der Metropolitan Railway Klasse K 1924
- zwei 2C+C2-Garrattlokomotiven für die Ferrocarril Pacifico de Colombia 1924 (760 mm Spur)
- 30 Lokomotiven für die South Australian Railways 1926,
zehn 2D1-Lokomotiven der Klasse 500[2]
zehn 2C1-Lokomotiven der Klasse 600[3]
zehn 1D1-Lokomotiven der Klasse 700[4]
- 25 2D-Lokomotiven der Queensland Railways Klasse C17 1927
- 50 C1-Tenderlokomotiven der Klasse 5600 der Great Western Railway (GWR) 1928
- 30 2D2-Tenderlokomotiven für die Ferrocarril Central Argentino Klasse Ms-6a 1927, 1930
- 20 2C-Lokomotiven für die Egyptian State Railways Klasse 545 1928
- zwei 1C1+1C1-Garrattlokomotiven für die Great Western of Brazil 1929 (1000 mm Spur)
- 20 3-Zyl-2C1-Lokomotiven für die Ferrocarril Central Argentino 1930
- 25 C-Tenderlokomotiven der GWR-Klasse 5700 1930–1931
- 40 1C-Lokomotiven der Klasse K3/2 der London and North Eastern Railway (LNER) 1931–1936
- vier D-Lokomotiven für die Yue Han Railway, China 1935
- 327 2C-Lokomotiven der LMS-Klasse 5 „Black Five“ der London, Midland and Scottish Railway (LMS) 1935–1937
- eine LMS Diesel Shunter mit 250 PS 1933
- zehn LMS Diesel Shunter mit 350 PS 1936

### Automobile
Armstrong-Whitworth-Fahrzeuge wurden ab 1906 hergestellt und basierten auf dem Modell Wilson-Pilcher. Nach der Verschmelzung mit Siddeley-Deasy 1919 begann in Coventry die Herstellung der Armstrong-Siddeley-Wagen.
Der Wilson-Pilcher war ab 1901 in London gebaut worden. 1904 verlegte der neue Eigentümer die Produktion nach Newcastle. Die erste Eigenentwicklung war der 28/36 von 1906. Ab 1911 entstand der kleinere 12/14. Das erste Sechszylindermodell war der 30/50 von 1912.
Von 1931 bis 1937 wurden als Armstrong Saurer Lastwagen unter der Lizenz der Schweizer Adolph Saurer AG hergestellt.

### Flugzeuge
Die Sir W. G. Armstrong Whitworth Aircraft Company war ein britischer Flugzeughersteller aus den Jahren 1912 bis 1961. Das Unternehmen ging in der Hawker Siddeley-Gruppe, heute BAE Systems, auf.

Siehe Hauptartikel Armstrong Whitworth Aircraft

### Elswick Ordnance Company
Die Elswick Ordnance Company bildete die Rüstungssparte des Konzerns und war einer der größten Waffenlieferanten im Ersten Weltkrieg.